# Scinax fuscomarginatus
Scinax fuscomarginatus és una espècie de granota de la família dels hílids. Es troba al sud del Brasil, a les terres baixes de Bolívia, al Paraguai i al nord-est de l'Argentina, entre el nivell del mar i els 2000 metres d'altitud. És una espècie molt comuna i les seves poblacions es mantenen estables.
Viu entre la vegetació baixa al voltant de masses d'aigua permanents o temporals. Ponen els ous a l'aigua i allà es desenvolupen els capgrossos. Pot suportar cert grau de pertorbació humana; fins i tot s'ha trobat en arrossars. No es coneixen amenaces destacabes que comprometin la conservació de l'espècie.